# Anthony Ryan (Schriftsteller)

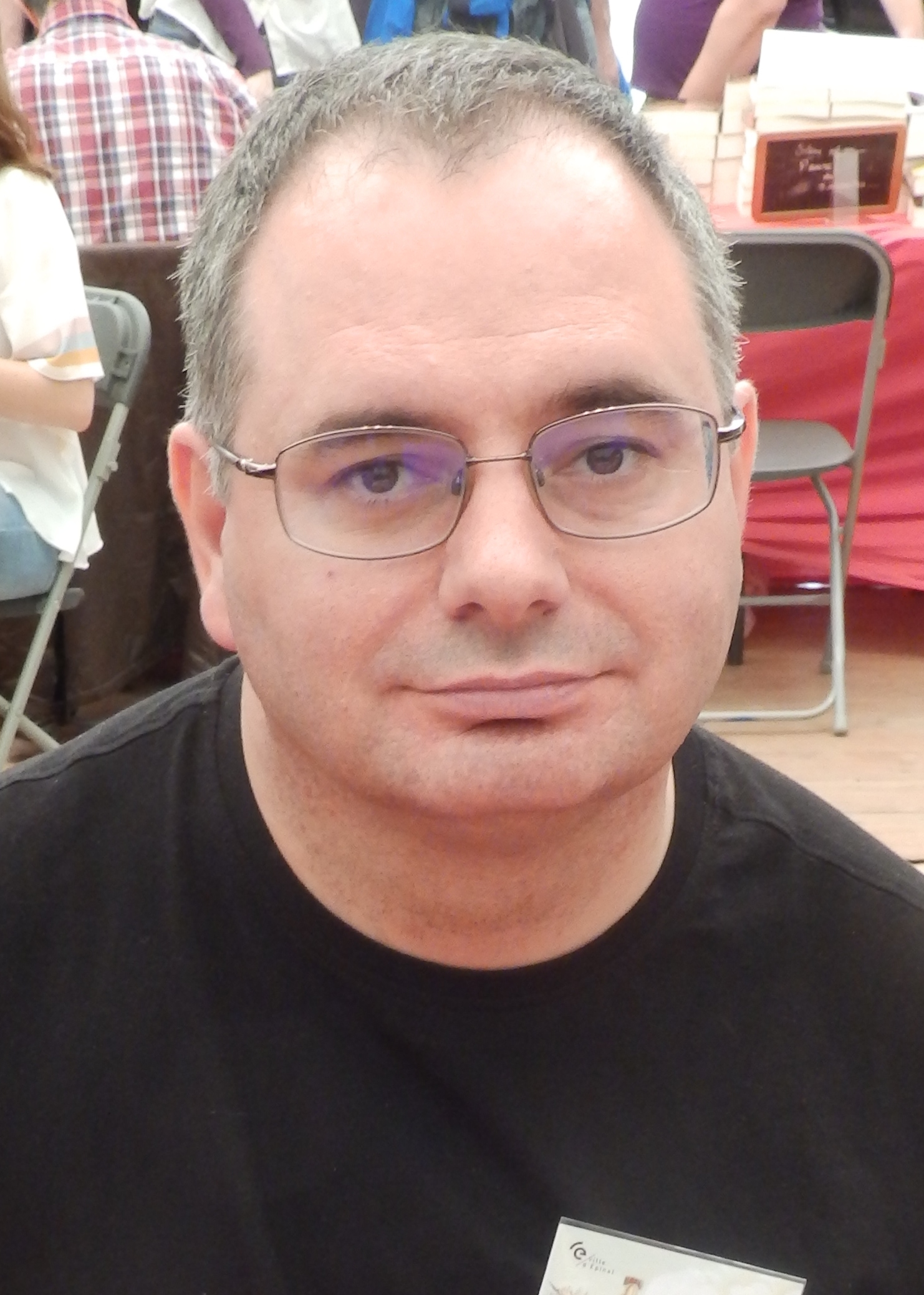
Anthony Ryan (2016)

Anthony Ryan (* 1970) ist ein schottischer Schriftsteller von High-Fantasy-Romanen.

## Karriere
Ryan wurde 1970 in Schottland geboren, aber lebte seit dem Studium als Wissenschaftler in London. Sein erstes Buch Blood Song erschien 2012 als Book on Demand, wonach er einen Vertrag bei Penguin Books für drei Romane erhielt. Im 2022 wurde bekannt, dass seine ersten fünf Bücher vom Produktionsunternehmen Lone Wolf Pictures zu einer Fernsehserie verarbeitet werden sollen.
Von Beginn an wurden seine Werke von Sara Riffel übersetzt.

## Werke

### Rabenschatten-Universum
Rabenschatten (Raven’s Shadow)
- Blood Song. Ace Books, New York City 2012, ISBN 978-0-425-26769-1.
  - Das Lied des Blutes. Klett-Cotta, Stuttgart 2014, 775 Seiten, ISBN 978-3-608-93925-5.
- Tower Lord. Orbit, London 2014, 784 Seiten, ISBN 978-0-356-50243-4.
  - Der Herr des Turmes. Klett-Cotta, Stuttgart 2015, 859 Seiten, ISBN 978-3-608-96018-1.
- Queen of Fire. Orbit, London 2015, 656 Seiten, ISBN 978-0-356-50249-6.
  - Die Königin der Flammen. Klett-Cotta, Stuttgart 2016, 880 Seiten, ISBN 978-3-608-96019-8.

Rabenklinge (Raven’s Blade)
- The Wolf’s Call. Ace Books, New York City 2019, 414 Seiten, ISBN 978-0-451-49251-7.
  - Das Lied des Wolfes. Klett-Cotta, Stuttgart 2020, 560 Seiten, ISBN 978-3-608-98217-6.
- The Black Song. Orbit, London 2020, 448 Seiten, ISBN 978-0-356-51130-6.
  - Das Schwarze Lied. Klett-Cotta, Stuttgart 2021, 592 Seiten, ISBN 978-3-608-98218-3.

### Draconis Memoria
- The Waking Fire. Ace Books, New York City 2016, 579 Seiten, ISBN 978-1-101-98785-8.
  - Das Erwachen des Drachen. Klett-Cotta, Stuttgart 2017, 725 Seiten, ISBN 978-3-608-94974-2.
- The Legion of Flame. Orbit, London 2017, 576 Seiten, ISBN 978-0-356-50640-1.
  - Das Heer des Weißen Drachen. Klett-Cotta, Stuttgart 2018, ISBN 978-3-608-94975-9.
- The Empire of Ashes. Ace Books, New York City 2018, 560 Seiten, ISBN 978-1-101-98793-3.
  - Das Imperium aus Asche. Klett-Cotta, Stuttgart 2019, 688 Seiten, ISBN 978-3-608-94976-6.

### The Seven Swords
- A Pilgrimage of Swords. Subterranean Press, Burton 2019, 123 Seiten, ISBN 978-1-59606-924-4.
- The Kraken’s Tooth. Subterranean Press, Burton 2020, 135 Seiten, ISBN 978-1-59606-979-4.
- City of Songs. Subterranean Press, Burton 2021, 160 Seiten, ISBN 978-1-64524-037-2.
- To Blackfyre Keep. Subterranean Press, Burton 2022, 147 Seiten, ISBN 978-1-64524-085-3.
- Across the Sorrow Sea. Subterranean Press, Burton 2023, 119 Seiten, ISBN 978-1-64524-155-3.
- The Road of Storms. Subterranean Press, Burton 2024, 152 Seiten, ISBN 978-1-64524-204-8.

### Der Stählerne Bund (The Covenant of Steel)
- The Pariah. Orbit, London 2021, 576 Seiten, ISBN 978-0-356-51455-0.[6]
  - Der Paria. Klett-Cotta, Stuttgart 2023, 720 Seiten, ISBN 978-3-608-98091-2.
- The Martyr. Orbit, London 2022, 544 Seiten, ISBN 978-0-356-51459-8.
  - Der Märtyrer. Klett-Cotta, Stuttgart 2024, 672 Seiten, ISBN 978-3-608-98762-1.
- The Traitor. Orbit, London 2023, 544 Seiten, ISBN 978-0-356-51461-1.
  - Der Verräter. Klett-Cotta, Stuttgart 2025, 688 Seiten, ISBN 978-3-608-98093-6.

### Weitere
- Slab City Blues. Book-on-Demand, 2020, 434 Seiten, ISBN 979-8584736354. (Kurzgeschichten: Slab City Blues (2011), A Song for Madame Choi (2011), A Hymn to Gods Long Dead (2012), The Ballad of Bad Jack (2013), An Aria for Ragnarok (2015))
- Red River Seven. Orbit, London 2023, 320 Seiten, ISBN 978-0-356-52005-6.
  - Ein Fluss so rot und schwarz. Klett-Cotta, Stuttgart 2023, 272 Seiten, ISBN 978-3-608-50179-7.
- A Tide of Black Steel. Orbit, London 2024, 528 Seiten, ISBN 978-0-356-52280-7.

### Kurzgeschichten
Rabenschatten
- The Lord Collector. In: Melanie R. Meadors, Alana Joli Abbott (Hrsg.): Blackguards Anthology. Outland Entertainment, 2019, ISBN 978-1-947659-39-1.
- A Duel of Evils. In: Shawn Speakman, Don Maitz (Hrsg.): Unfettered II Anthology. Grim Oak Press, 2016, ISBN 978-1-944145-05-7.
- The Lady of Crows
- Many Are the Dead
- Songs of the Dark. Subterranean Press, 2020.

Draconis Memoria
- Sandrunners. In: Robert Silverberg (Hrsg.): Legends II: New Short Novels by the Masters of Modern Fantasy. v.2 (= Legends Ser). Random House Publishing Group, Westminster 2003, ISBN 978-0-345-45644-1 (englisch).